# Gerald Weiß
Gerald Weiß (Lübz, 1960. január 8. – Göhlsdorf, 2018. február 17.) német atléta, gerelyhajító, olimpikon.

## Pályafutása
Az 1986-os stuttgarti Európa-bajnokságon a 11. helyen végzett gerelyhajításban. Az 1988-as szöuli olimpián a hatodik helyen végzett az NDK színeiben. Egyéni legjobbja 83,30 m volt amit 1988-ban ért el.

## Sikerei, díjai
- Keletnémet bajnokság
  - bajnok: 1981